# Vlag van Tallinn

Vlag van Tallinn

De vlag van Tallinn is de officiële vlag van de Estische hoofdstad Tallinn.

## Beschrijving
De vlag van Tallinn bestaat uit drie blauwe en drie witte stroken van gelijke breedte. De stroken worden afgewisseld met een blauwe bovenaan. De breedteverhouding is 1:2 en de normale grootte meet 1600 × 800 mm.

## Geschiedenis
De vlag werd hoogstwaarschijnlijk al gebruikt tijdens het lidmaatschap van de stad van de Hanze, voor het eerst opgedoken in bronnen in de 18e eeuw. De vlag werd opnieuw gebruikt na 1918, als een van de voorstellen voor de vlag van het Verenigd Baltisch Hertogdom en het symbool van de Baltische Landeswehr. Na de bezetting van Estland door de Sovjet-Unie in 1940 en de oprichting van de Estische Socialistische Sovjetrepubliek werd de vlag helemaal niet meer gebruikt.
De huidige versie van de vlag werd op 18 november 1996 goedgekeurd door de Estse autoriteiten en er is ook een bepaling voor opgenomen in de statuten van de stad.

## Stadsdistricten
Elke stadsdistricten heeft een eigen vlag.

Haabersti
Kesklinn
Kristiine
Lasnamäe
Mustamäe
Nõmme
Pirita
Põhja-Tallinn